# Uh! All Night
Singles de Kiss
Tears Are Falling
(1985) Crazy Crazy Nights
(1987)
Uh! All Night est une chanson du groupe américain de hard rock Kiss. Il s'agit du second single de l'album Asylum publié en 1985 en disque vinyle 7" via Casablanca Records. Plusieurs versions en vinyle de Uh! All Night furent imprimées et distribuées aux Pays-Bas et en Espagne avec le titre Trial by Fire comme face-b.
Jean Beauvoir enregistra la basse et les chœurs sur Uh! All Night. Il coécrit également la chanson avec Paul Stanley et le producteur Desmond Child. Il s'agit aussi du second titre de l'album Asylum coécrit par Beauvoir, le premier étant Who Wants to Be Lonely. Une vidéo promotionnelle fut tournée pour le single et fut publiée pour la VHS Exposed.

## Composition du groupe
- Paul Stanley - guitare rythmique, chants
- Jean Beauvoir - basse, chœurs
- Bruce Kulick - guitare solo
- Eric Carr - batterie